# Antigone (film)
Antigone (Grieks: Αντιγόνη, Antigoni) is een Griekse dramafilm uit 1961 onder regie van Giorgos Tzavellas. De film is gebaseerd op het gelijknamige treurspel van Sophocles.

## Verhaal
Antigone is de dochter van Oedipus. Tegen de wil van koning Creon in tracht ze haar gesneuvelde broer Polynices te begraven. Hoewel ze verloofd is met Creons zoon Haemon, wordt ze ter dood veroordeeld.

## Rolverdeling
| Acteur            | Personage |
| ----------------- | --------- |
| Irene Papas       | Antigone  |
| Manos Katrakis    | Creon     |
| Maro Kodou        | Ismene    |
| Nikos Kazis       | Haemon    |
| Ilia Livykou      | Eurydice  |
| Tzavalas Karousos | Tiresias  |